# 竹井輝彦
竹井 輝彦（たけい てるひこ、1965年9月17日 - ）は、日本のお笑い芸人で、漫才コンビ「ビッグブラザーズ」の元メンバー。既婚者。徳島県の出身で、徳島県立新野高等学校を経て、松竹芸能に延べ30年間在籍。2018年10月からは「アマチュアのピン芸人」と称しながら、太田プロエンターテインメントカレッジの芸人コースへ所属。

## 人物
徳島の暴走族を経て入った松竹芸能の養成所時代に、酒田薫と「ビッグブラザーズ」を結成。当時の愛称は名前の輝彦から「テルくん」で、地元の関西地方を中心に、単独で複数のテレビ・ラジオ番組へレギュラーで出演した。ビッグブラザーズを結成4年後の1990年に解散してからは、ピン芸人として活動。
ビッグブラザーズ時代の1980年代後半には、当時主に大阪で活動していたダウンタウンとの間で、お笑い関係の賞レースを何度も争っていた。1989年に第24回上方漫才大賞の新人奨励賞を受賞したが、大賞を受賞したダウンタウンが、「ビッグブラザーズに賞を取らせるのは1億万年早い」と発言している。竹井は、ビッグブラザーズの解散後に一時、ダウンタウンが所属する吉本興業へ移籍。移籍を機に、活動の拠点を大阪から東京に移した。後に松竹芸能へ復帰するとともに、大阪へ戻る。
また、ビッグブラザーズの解散後は、事業家としても活動。最初に上京した時期には、副業として浅草で営んでいたスナックやバーに、新加勢大周（坂本一生）が入り浸っていた。活動の拠点を大阪に戻していた時期にも、大阪府箕面市の牧落で「男の娘くらぶ」という女装バーを経営していた。
2015年に松竹芸能を再び退社したことを機に、東京での芸能活動を再開。同年11月から、祖師ヶ谷大蔵駅付近のウルトラマン商店街の一角を舞台に、「祖師ヶ谷呼び込みお笑いライブ」を主宰していた時期もある。2018年10月には、太田プロエンターテインメントカレッジの芸人コースへ14期生として入学した。ピン芸人としては、「芸人・竹井輝彦ネタカタログ」と称する動画をYouTubeで公開。松竹芸能時代からR-1ぐらんぷりへの挑戦を続けていたが、2015年の退社後は、「オフィスZERO」という事務所名義で参加。
COOLSのリーダー・佐藤秀光と親交がある縁で、COOLSのライブMCを定期的に務めていた。
2019年7月15日（月曜日・海の日）には、「（放送時点で）53歳のアマチュアピン芸人」としての竹井の近況に密着したNHK岐阜放送局制作のドキュメンタリーが、NHK総合テレビの『ひとモノガタリ』（祝日夕方の単発ドキュメンタリー枠）で全国向けに放送。サブタイトルは「ダウンタウンになれなかった男」で、King Gnuのメンバー・井口理が、テレビ番組で初めてナレーションを担当。ビッグブラザーズ時代の相方だった酒田や、芸人としての同期に当たる木村祐一（吉本興業所属）もインタビュー映像に登場した。
2022年3月、コロナウイルスに感染。自分より25歳以上歳下の芸人志望の女性と漫才コンビを組むために一ヶ月あまりネタを書いたり練習を重ねるなどしていたが、コンビ結成には至っていない。その後もコンビ結成を2度おこなうが、いずれも短期間で解散している。

## 現在の出演番組
Youtubeチャンネルで、本人が動画をアップロードしている。
2023年12月中旬までは毎日更新していたが、同月から週に1本程度の不定期更新に変更となっている。

## 過去の出演番組
- おはよう朝日です（「テルくんのがんばれ先生!」）（朝日放送）
- たわわのTARZAN（広島ホームテレビ）
- XUXUギャルズ（サンテレビ）
- 青春ベジタブル（KBS京都）
- ABCラジオパラダイス（朝日放送）
- ビッグブラザーズ・ひろみのラジオマーケット（KBS京都）
- 桜っ子クラブ（テレビ朝日）
- 夢がMORIMORI（フジテレビ）
- 聖PCハイスクール（テレビ東京系）
- 超近未来遭遇!! どーなるスコープ（読売テレビ）
- 森脇健児の切磋たく丸!!（朝日放送）
- 街かどチャチャチャ（朝日放送）
- ラジオDEごめん（中京テレビ）
- リビドーの乱（朝日放送）
- 松竹特選寄席（j:com）
- 森脇健児の楽屋噺
- 湾岸ベース
- 東京いろもの演芸劇場
- あしたの内村!!（フジテレビ）特番。再現VTRに出演するがシーンカット。本編に静止画の1カットだけ使用。
- ニューヨークと蛙亭のキット、くる!!（2022年5月11日、tvk）
- びわ湖放送開局25周年番組 25時間テレソン番ニューヨークと蛙亭のキット、くる!!組「ありがとうびわ湖」ありがとうびわ湖感謝隊